# 610-ih pr. Kr.
1. tisućljeće pr. Kr.
◄ | 8. stoljeće pr. Kr. | 7. stoljeće pr. Kr. | 6. stoljeće pr. Kr.► | 
◄ | 640-ih pr. Kr. | 630-ih pr. Kr. | 620-ih pr. Kr. | 610-ih pr. Kr. | 600-ih pr. Kr. | 590-ih pr. Kr. | 580-ih pr. Kr. | ►
619. pr. Kr. | 618. pr. Kr. | 617. pr. Kr. | 616. pr. Kr. | 615. pr. Kr. | 614. pr. Kr. | 613. pr. Kr. | 612. pr. Kr. | 611. pr. Kr. | 610. pr. Kr.

## Glavni događaji
- 619. pr. Kr. — Alijat II. postaje kralj Lidije.
- 619. pr. Kr. — Umire Zhou Xiangwang, kralj kineske dinastije Zhou.
- 618. pr. Kr. — Zhou Qingwang postaje kralj kineske dinastije Zhou.
- 616. pr. Kr. — Lucije Tarkvinije Prisk postaje petim rimskim kraljem.
- 615. pr. Kr. — Kaldejsko Carstvo počinje napadati asirijske gradove.
- 614. pr. Kr. — Pljačka Ašura koje su izveli Medijci i Babilonci.
- 613. pr. Kr. — Umire Zhou Qingwang, kralj kineske dinastije Zhou.
- 613. pr. Kr. — Kralj Zhuang, postaje kralj kineske države Ču.
- 612. pr. Kr. — Zhou Kuangwang postaje kralj kineske dinastije Zhou.
- 612. pr. Kr. — Savez Medijaca, Skita, Kaldejaca i Suzijanaca, opsjeda i osvaja Ninivu. Asirski kralj Sin-šar-iškun gine u napadu.
- 612. pr. Kr. — Ašur-ubalit II. nastoji očuvati Asirsko carstvo kao kralj Harana.
- 612. pr. Kr. (procjena) — Babilon, glavni grad Babilonije, postaje najvećim gradom na svijetu, preuzevši primat od Ninive, glavnog grada Asirije.
- 612. pr. Kr. — Pad Asirskog Carstva i uspon Kaldejskog Carstva.
- 610. pr. Kr. — Neko II. nasljeđuje Psamtika I. kao vladar Egipta.

## Istaknute ličnosti
- 612. pr. Kr. — Gine u opsadi Ninive Sin-šar-iškun, kralj Asirije.
- 610. pr. Kr. (procjena) — Rođen Anaksimandar, grčki filozof.
- 610. pr. Kr. — Umro Psamtik I., egipatski kralj.